# Cotral

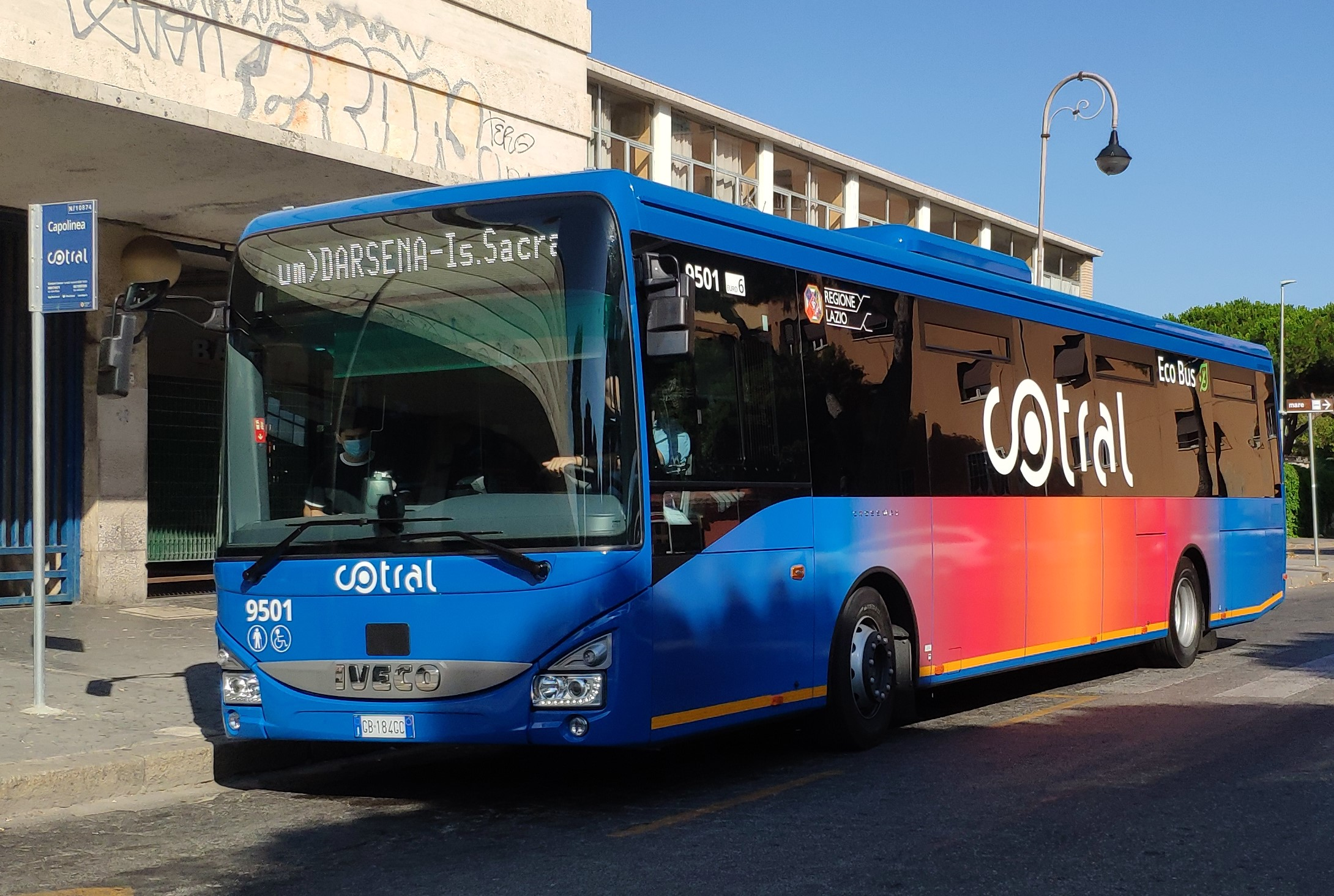
Un Iveco Crossway di Cotral in sosta a Ostia alla stazione di Lido Centro.

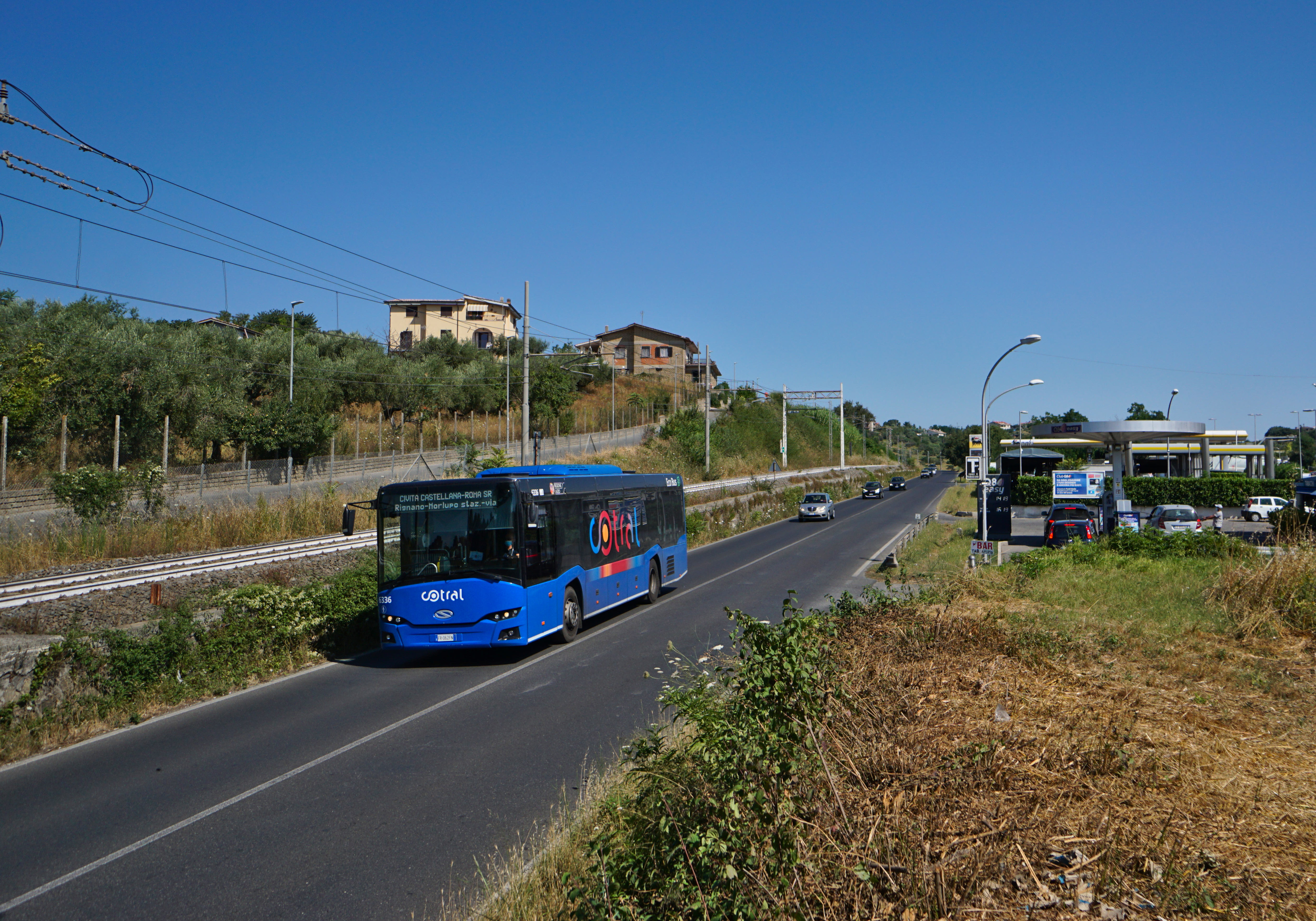
Solaris InterUrbino di Cotral lungo la via Flaminia.

Cotral S.p.A., acronimo di Compagnia Trasporti Laziali, è una società in house della Regione Lazio concessionaria del servizio di trasporto pubblico locale di tipo extraurbano nel Lazio.
Nata nel 1976 con l'unificazione dei gestori del trasporto pubblico regionale laziale, l'azienda ereditò da una di queste, STEFER, la gestione della metropolitana di Roma, delle ferrovie concesse Roma-Lido, Roma-Civita Castellana-Viterbo e Roma-Fiuggi-Alatri-Frosinone e delle tranvie dei Castelli Romani. 
Nel 2000 la gestione metroferroviaria fu scissa dall'azienda originale con la creazione di Met.Ro. (poi confluita in ATAC), lasciando a Cotral la sola gestione della rete autobus interurbana e suburbana del Lazio. Insieme ad ATAC e Trenitalia prende parte al sistema tariffario integrato Metrebus.
Nel periodo 2018-2022, dato che ATAC non può partecipare alle gare per i lavori relativi al PNRR perché in concordato preventivo, il Comune di Roma avvia e finalizza il trasferimento delle linee Roma-Viterbo e Roma-Lido (ridenominata oggi "Metromare") alla Regione Lazio, che ne affida a Cotral il servizio passeggeri, ed ad Astral la gestione dell'infrastruttura.
L’azienda assicura ogni giorno 8.274 corse di linea con una copertura del servizio di 20h su 24h. Cotral assicura il collegamento tra tutti i Comuni della Regione Lazio, esclusi i comuni isolani di Ponza e Ventotene, con una rete di trasporto estesa su una superficie di circa 17.000 km quadrati. I bus effettuano inoltre collegamenti con 22 comuni delle regioni confinanti. Si stima che trasporti più di 115 milioni di passeggeri ogni anno.

## Storia

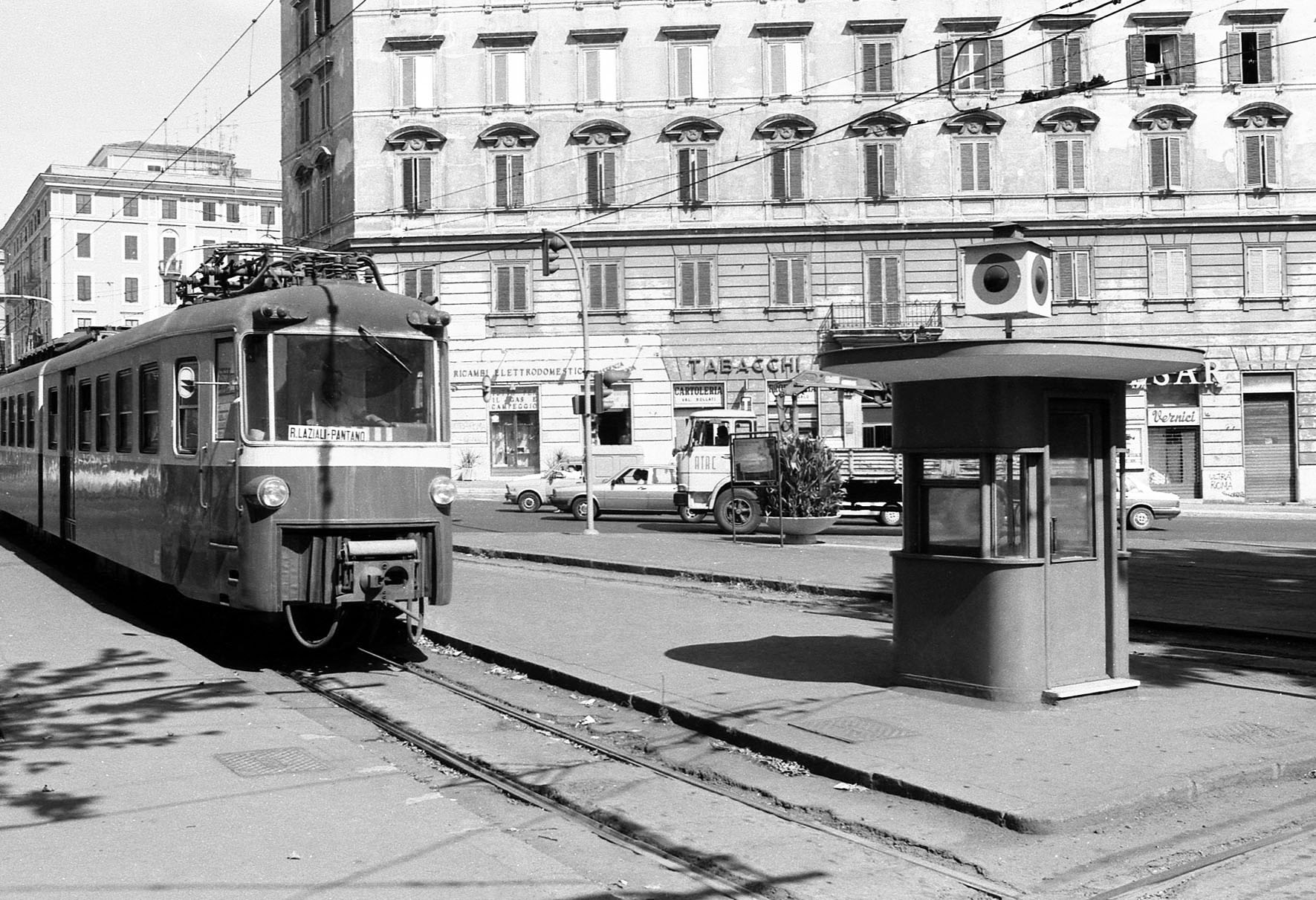
Un convoglio ACOTRAL in servizio sulla ferrovia Roma-Giardinetti a Porta Maggiore nel 1995

### Azienda Consortile Trasporti Laziali
Il 6 novembre 1976 fu portata a compimento l'unificazione dei gestori del trasporto pubblico interurbano e suburbano del Lazio in un unico consorzio denominato ACOTRAL, acronimo di Azienda Consortile Trasporti Laziali. Tra le aziende confluite nel neonato consorzio vi fu STEFER, gestore della metropolitana di Roma nonché delle ferrovie concesse Roma-Lido, Roma-Civita Castellana-Viterbo e Roma-Fiuggi-Alatri-Frosinone. ACOTRAL ereditò inoltre la gestione delle tranvie dei Castelli Romani, che furono utilizzate principalmente per la demolizione ed eventuale recupero delle motrici tranviarie.
Nel 1978, vista la precarietà dell'infrastruttura e gli alti costi di mantenimento, l'azienda procedette alla chiusura della tratta tra Fiuggi e Alatri della Roma-Fiuggi-Alatri-Frosinone e negli anni successivi a causa di diverse frane e alluvioni, la linea ferroviaria sarà limitata a Pantano Borghese, in attesa di un'eventuale trasformazione in metropolitana.
Avendo già in gestione la prima linea della metropolitana di Roma, ad ACOTRAL fu assegnata anche la linea A tra Ottaviano e Cinecittà, inaugurata proprio nel 1980 e prolungata prima ad Anagnina e poi, nel 1999, a Battistini.

### Consorzio Trasporti pubblici Lazio
Il 24 febbraio 1993 il consorzio diventa un'azienda consortile partecipata dalle cinque province del Lazio (Frosinone, Latina, Rieti, Roma e Viterbo) e viene rinominata in CoTraL, acronimo di Consorzio Trasporti pubblici Lazio. Nel 2000 l'azienda si scinde in due realtà separate: Li.La (acronimo di Linee Laziali, successivamente rinominata Cotral), deputata alla gestione del trasporto pubblico su gomma, e Metroferro (successivamente rinominata in Met.Ro.) responsabile del trasporto metroferroviario.
Nel 2004 con Schiaffini Travel, ha fondato la società consortile a responsabilità limitata ATRAL, di cui ha poi ceduto le quote nel 2018.
Nel giugno 2012 a partire dal litorale romano, a causa della fine del rapporto di collaborazione tra il Cotral e la Gescotral, sono state rimosse circa 15 mila paline. La Gescotral (da contratto) fu costretta a rimuoverle essendo una loro proprietà.
Nel 2007 l'azienda iniziò il percorso di separazione nella gestione di infrastrutture e servizio, completato il 3 marzo 2008 con la formazione di Cotral Patrimonio, responsabile dei beni mobili e immobili della società. Cotral Patrimonio è confluita nel 2014 nuovamente in Cotral e, con Aremol, in ASTRAL.
A causa di debiti non saldati per 80 milioni di euro nei confronti dei fornitori dei servizi e materiali per la manutenzione, nel 2013 alcuni lavoratori hanno temporaneamente bloccato la sede centrale di via Bernardino Alimena.

### Loghi

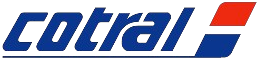
Logo in uso fino al 2003
2003-2016
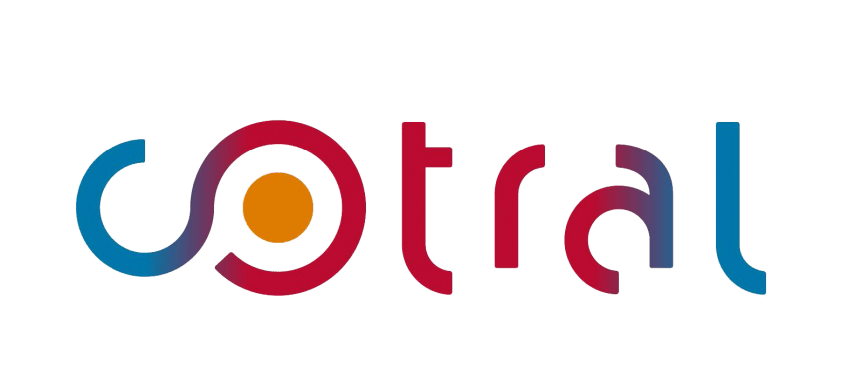
Logo in uso dal 2016

## Attività

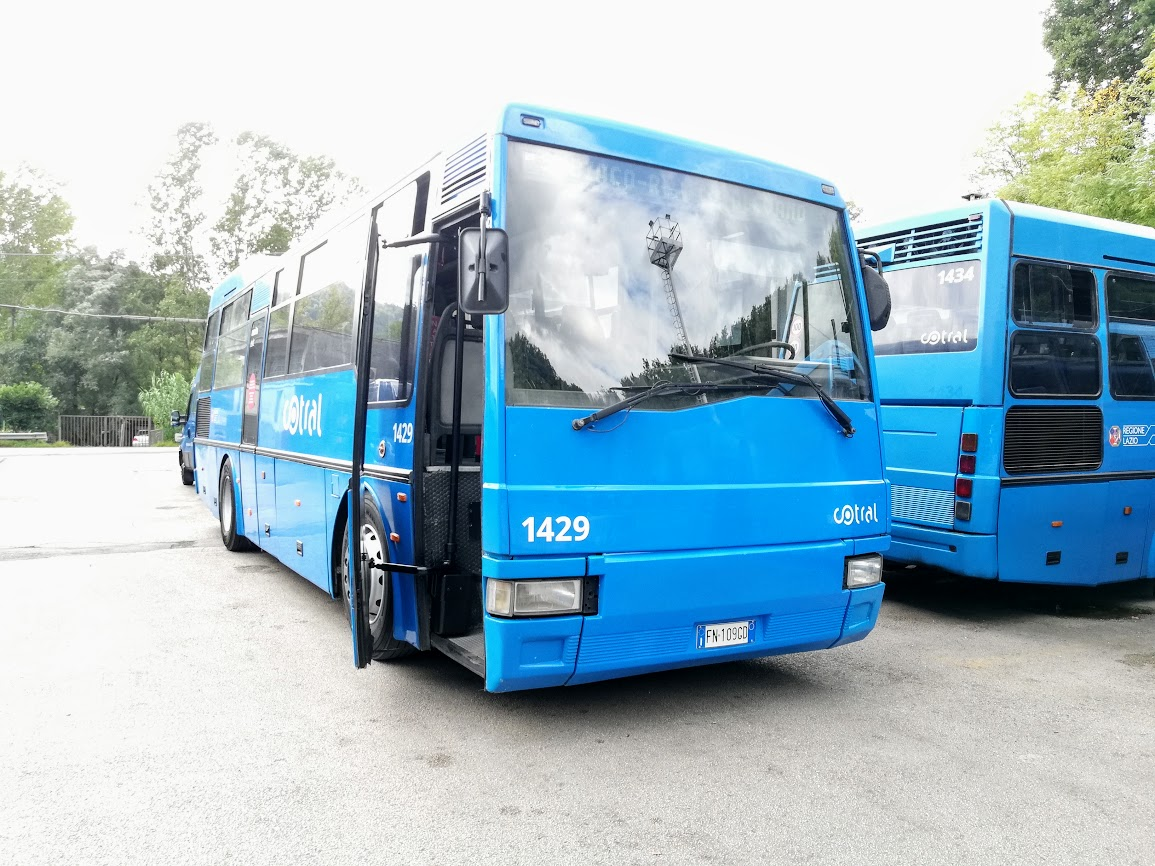
Un Iveco 370 Orlandi Poker matricola 1429

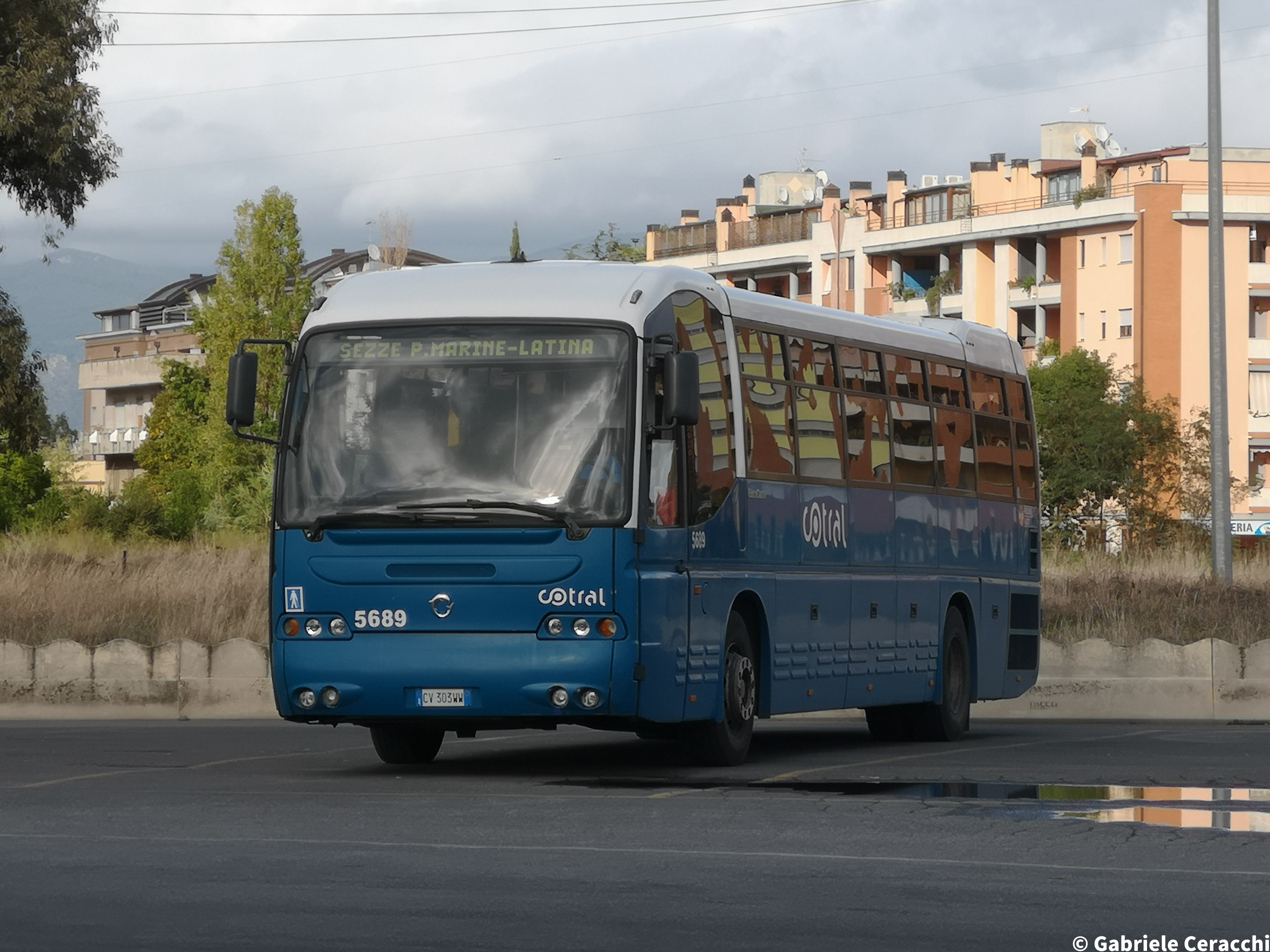
Un Irisbus EuroClass 389 di Cotral in sosta a Latina.

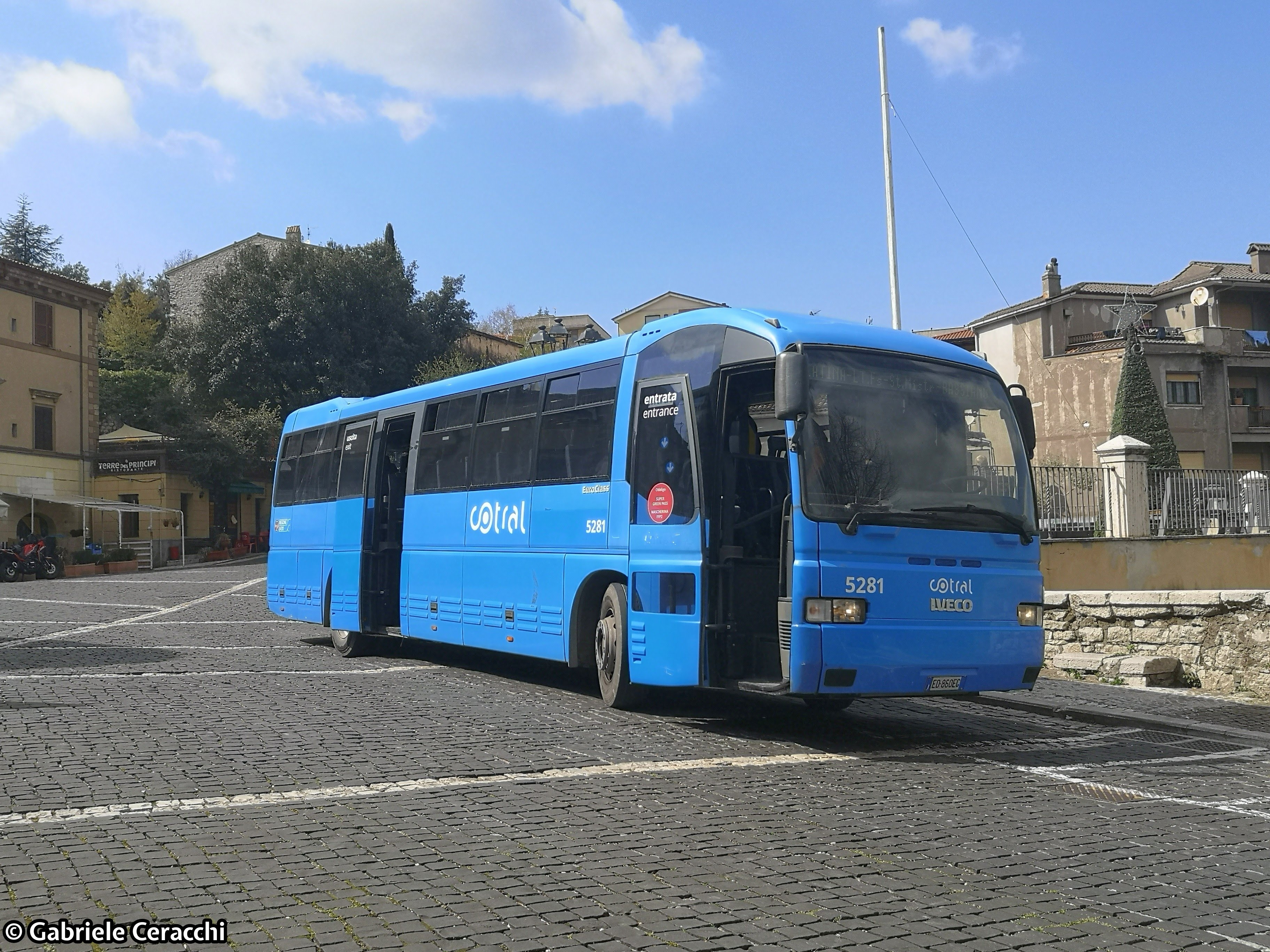
Iveco EuroClass 380 di Cotral in sosta a Bassiano.

Cotral gestisce gran parte dei collegamenti extraurbani su gomma tra i vari comuni del Lazio, fatta eccezione per i comuni isolani di Ponza e Ventotene. La flotta di Cotral si compone, al bilancio 2024, di 1634 autobus interurbani con un'età media di circa 9,8 anni. Al termine del 2023, con la consegna programmata di 178 bus a metano e 56 a gasolio, la media scenderà a circa 6,5 anni.
Da luglio 2024 l'azienda ha preso in carico alcune linee interregionali.
L'azienda dispone di 17 attestamenti e 27 depositi ripartiti tra le cinque province laziali e si possono trovare vari tipi di mezzi:

## Dati societari

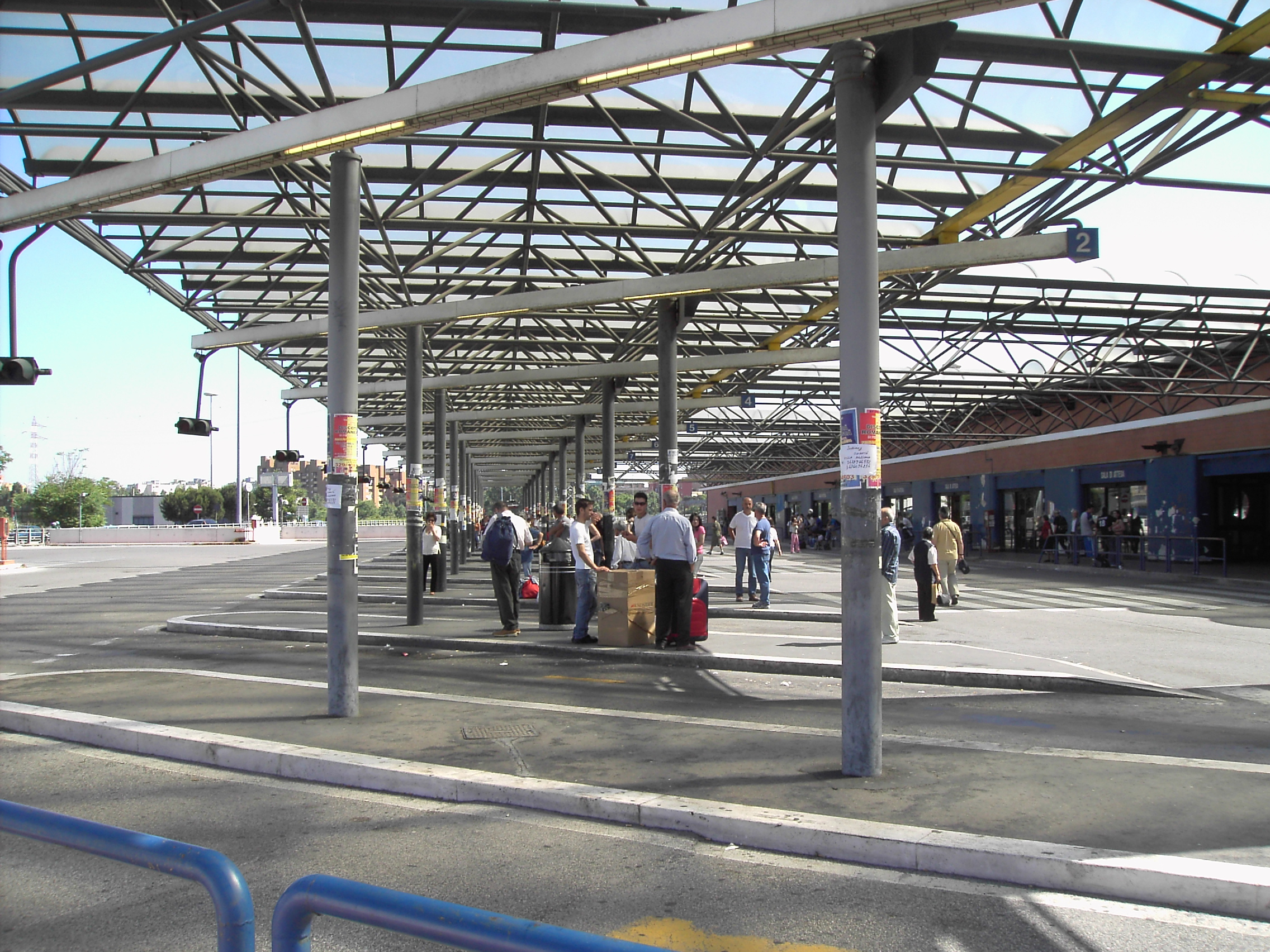
Autostazione Cotral a Ponte Mammolo, Roma

Si tratta di una società per azioni unipersonale soggetta alla direzione e al coordinamento da parte dell'ente Regione Lazio, che ne è socio unico. Il modello di governo d'impresa è di tipo dualistico e si compone di un consiglio di amministrazione o amministratore unico e di un collegio sindacale.
Ha sede a Roma in via Bernardino Alimena, 105, in zona Romanina, e dispone di quattro sedi operative decentrate a Frosinone, Latina, Rieti e Viterbo.

### Dipendenti
Al 2021 i dipendenti erano 2940, nel luglio 2022 con la presa in carico del servizio passeggeri delle ferrovie Roma-Lido e Roma-Civita Castellana-Viterbo, vengono assorbiti 195 dipendenti, tra macchinisti e capotreni, provenienti da ATAC (gestore uscente delle due ferrovie).

### Partecipazioni
Non dispone di partecipazioni in altri enti o società. Ha detenuto le seguenti partecipazioni:
- 70% in ATRAL S.c.r.l., quote cedute a Schiaffini Travel S.p.A. il 1º febbraio 2018;[10]
- 60% in LPS S.c.r.l., società posta in liquidazione ed estinta il 14 dicembre 2020;[11]
- 51% in STL S.c.r.l., quote cedute ad AGO Uno S.r.l. il 18 aprile 2018;[12]
- 3,15% in Le Assicurazioni di Roma, dichiarazione di recesso dell'11 maggio 2017 accolta il 24 maggio successivo;[13]